# Joyce Pascowitch

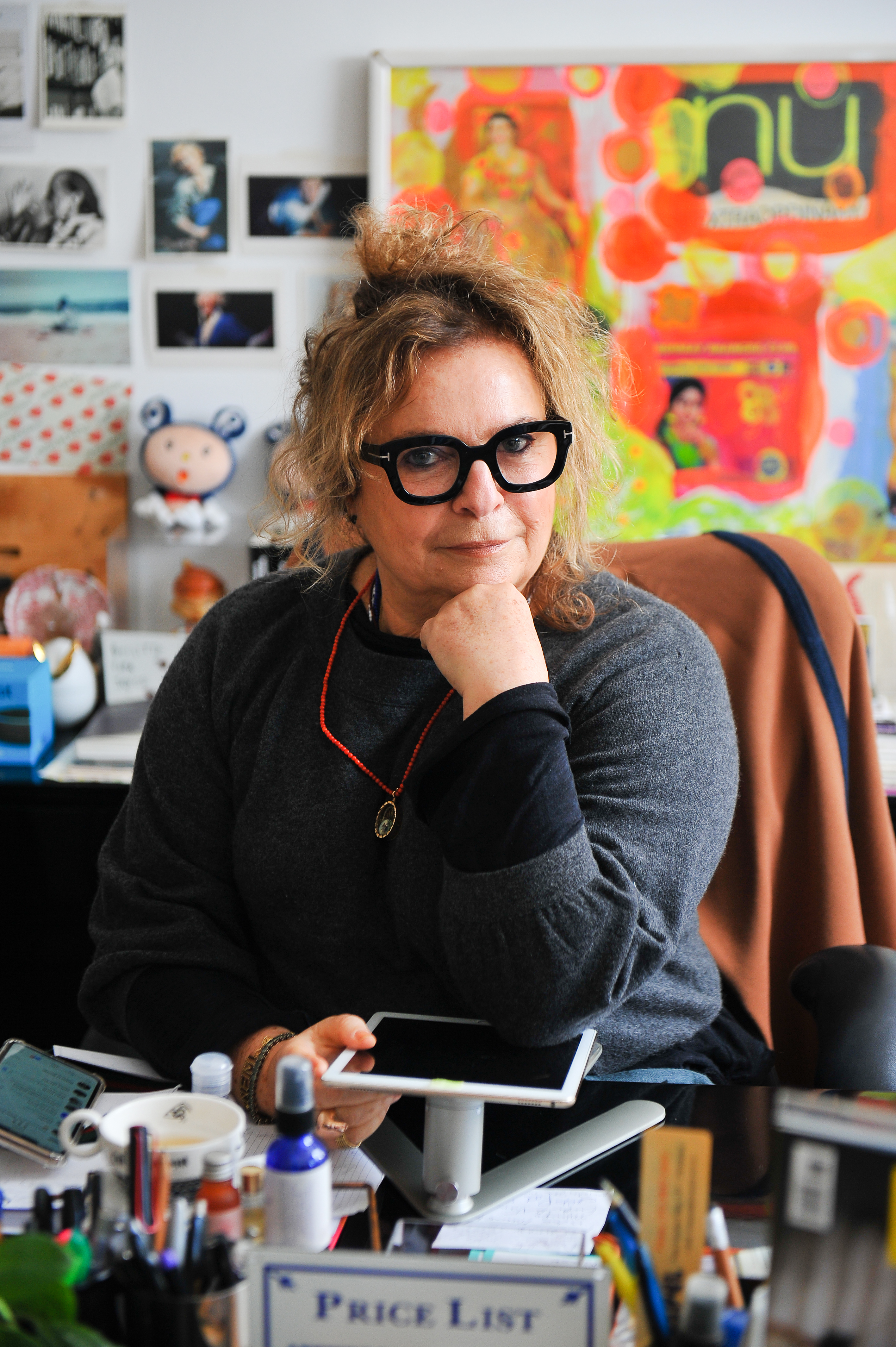

Joyce Pascowitch (São Paulo, 9 de abril de 1954) é uma jornalista e colunista social brasileira.

## Biografia
Joyce Pascowitch é judia, filha de Bernardo Leão Pascowitch e Dora Burd Pascowitch. É ex-aluna do Colégio Rio Branco.
Atua desde o fim dos anos 1980 no mercado editorial. E também teve um programa no SBT onde comentava a vida dos políticos de forma crônica e irônica.
Por 14 anos assinou a coluna social da Folha de S.Paulo.
Na Editora Globo, foi colunista da revista Época e diretora de redação da Quem.
Também foi comentarista do GloboNews por oito anos.
Foi eleita Winning Woman pela EY em 2014.
Em 2017 ganhou o prêmio especial na categoria "Contribuição ao Jornalismo", concedido pelo "Troféu Mulher IMPRENSA".
Desde o início de 2000 mantém o website Glamurama - voltado para moda, comportamento, lifestyle, cultura, gastronomia e tendências - e edita as revistas Joyce Pascowitch e Poder, ambas de publicação mensal. As revistas Moda e Modo de Vida também eram editadas por ela.
Os produtos fazem parte do grupo Glamurama, que é voltado para um mercado do segmento de luxo, visando um público de alto poder aquisitivo. O grupo tem sede em São Paulo.

## Obra
É autora de quatro livros: "Fotossíntese: 13 anos de coluna" (1999), "Avental" (1999), "De alma leve: sutilezas do cotidiano" (2005) e "Poder, Estilo e Ócio" (2015).